# Сторнарелла
Сторнарелла (італ. Stornarella) — муніципалітет в Італії, у регіоні Апулія,  провінція Фоджа.
Сторнарелла розташована на відстані близько 280 км на схід від Рима, 100 км на захід від Барі, 28 км на південний схід від Фоджі.
Населення — 5401 особа (2014).
Щорічний фестиваль відбувається 2 квітня. Покровитель — San Francesco da Paola & Madonna della Stella.

## Демографія
Населення за роками:

Станом на 1 січня 2023 року в муніципалітеті офіційно проживало 987 іноземців з 23 країн, серед них 699 громадян країн Євросоюзу та 73 громадяни України.

## Сусідні муніципалітети
- Асколі-Сатріано
- Черіньола
- Орта-Нова
- Сторнара